# Matthew Stover
Matthew Woodring Stover (nascido em 1962) é um autor de fantasia e ficção científica americano. Ele é mais conhecido por seus quatro romances de Star Wars, incluindo a romantização de Star Wars: Episódio III - A Vingança dos Sith. Ele também escreveu vários romances de fantasia, incluindo Iron Dawn e Jericho Moon. Ele escreveu quatro histórias híbridas de fantasia/ficção científica com um herói chamado Caine: Heroes Die, Blade of Tyshalle, e Caine Black Knife, com o mais recente, Caine's Law, lançado em 04 de abril de 2012.

## Biografia
Stover estudou na Danville High School, em Danville, Illinois, e se formou em 1979. Em seguida, ele se formou em 1983 pela Universidade de Drake, e se estabeleceu em Chicago por muitos anos, antes de se mudar para St. Petersburg, Florida. Ele é um artista marcial ávido e um estudante da mistura Degerberg, um conceito Jeet Kune Do que mistura aproximadamente vinte e cinco diferentes artes de combate de todo o mundo. Este estilo de combate influencia a maneira Stover escreve suas cenas de luta, para o qual ele ganhou aclamação considerável.
Ele também é o fundador e auto-intitulado "grande mestre internacional" de um sistema de auto-defesa paródico que ele chama Huàn Dao ( "Caminho do Hedgehog"), que ele descreveu como "auto-defesa para pessoas com preguiça de treinar e também inteligente para lutar." Ele diz que o sistema foi inspirado por uma passagem do soldado-poeta Arquíloco, da Grécia Antiga: "A raposa é rápido e inteligente e conhece muitos truques, mas ainda ela é levada pelos cães. O ouriço é lento e sem brilho e sabe apenas uma enganação, mas é um bom truque ". Ele às vezes se refere a Huan Dao como "Fatmattjitsu."
Seus romances sem relação com Star Wars têm atraído um público menor, mas fiel, principalmente para a série Acts of Caine. Quanto a futuros romances de Star Wars, Stover disse que ele estaria interessado em escrever a última aventura do trio heroico de Luke Skywalker, Han Solo e Princesa Leia.

## Obras

### Barra the Pict
- Iron Dawn (1997 e 1998)
- Jericho Moon (1998 e 1999)

### The Acts of Caine
- Heroes Die (Act of Violence) (1997)
- Blade of Tyshalle (Act of War) (2001)
- Caine Black Knife (Act of Atonement, Book One) (2008)
- Caine's Law (Act of Atonement, Book Two) (2012)

### Star Wars
- Traitor (The New Jedi Order) (2002)
- Shatterpoint (A Clone Wars Novel) (2003)
- Star Wars Episode III: Revenge of the Sith (2005)
- Star Wars on Trial: Science Fiction and Fantasy Writers Debate the Most Popular Science Fiction Films of All Time (2006)
- Luke Skywalker and the Shadows of Mindor (2008)
- Star Wars on Trial: The Force Awakens Edition: Science Fiction and Fantasy Writers Debate the Most Popular Science Fiction Films of All Time (2015)

### Outros
- God of War (com Robert E. Vardeman) (2010)
- Test of Metal: A Planeswalker Novel (Magic: The Gathering) (2010)